# PROFI-5-Mikrocomputerfamilie

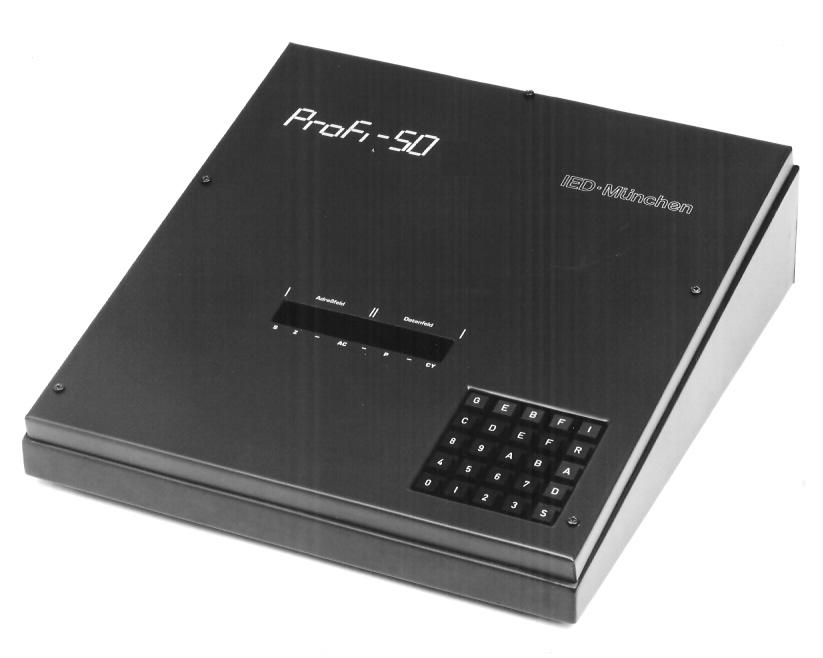
PROFI-50-Mikrocomputer im Metallgehäuse

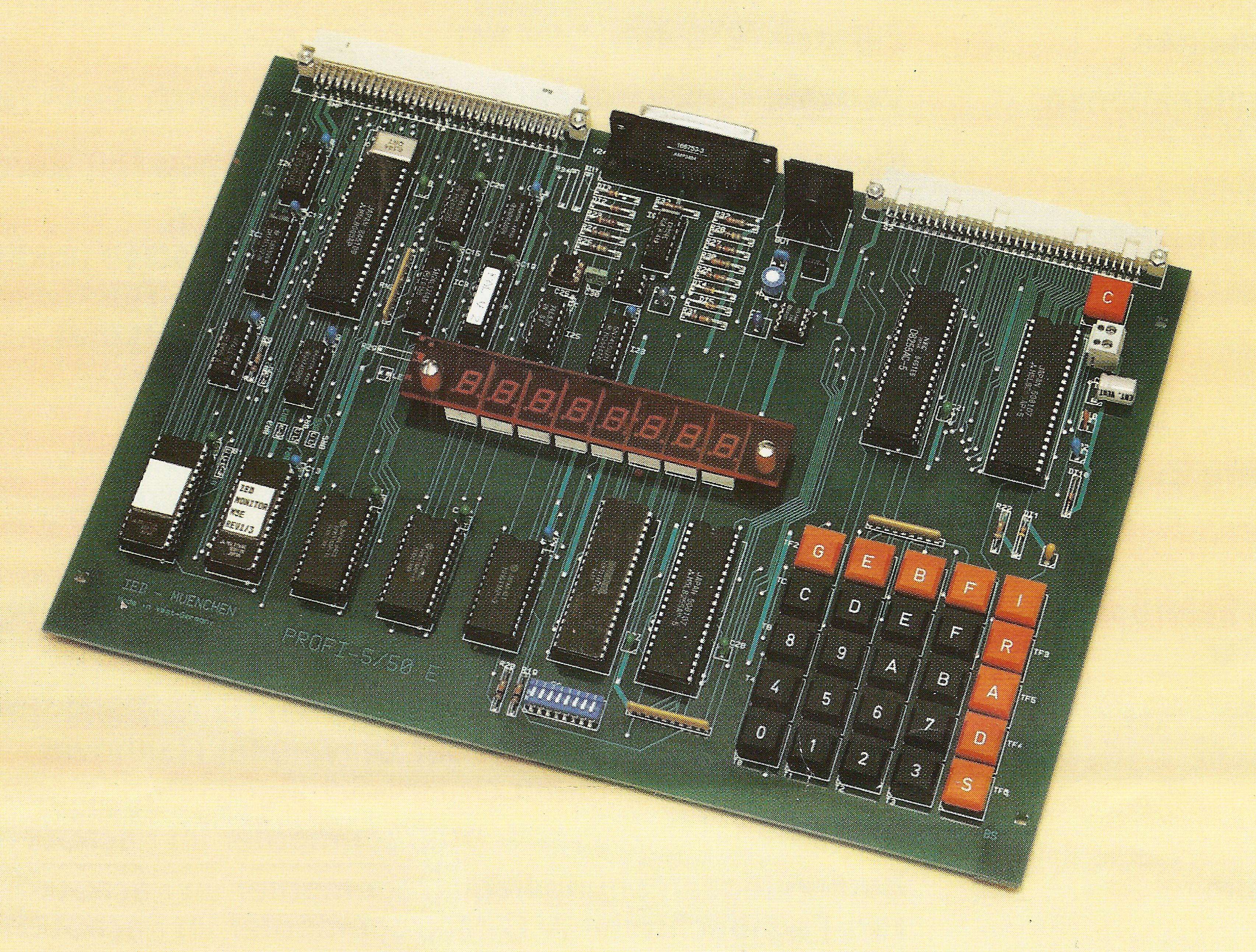
PROFI-5E-Mikrocomputer in Kunststoffzarge

Die PROFI-5-Mikrocomputerfamilie beinhaltet verschiedene Varianten eines Einplatinencomputers, der im Jahre 1981 auf den Markt kam und später weiterentwickelt wurde. Er wird vor allem in der Ausbildung und der überbetrieblichen Weiterbildung eingesetzt. Es gibt ihn in den Varianten PROFI-50, PROFI-5, PROFI-50E und PROFI-5E.
Funktionskompatibel zum Profi5E, jedoch mit einem Mikroprozessor Zilog Z80 ausgestattet, ist das MICO-80-Mikrocomputersystem.

## Geschichte
Der PROFI-5 wurde vom Ingenieurbüro Kammerer 1981 entwickelt und als Nachfolger des Lerncomputers EZ80-DIT vertrieben.
Von 1984 bis 2011 wurde das Nachfolgegerät PROFI-5E von der IED Kammerer GmbH, Deutschland verkauft. Dieser Einplatinencomputer basiert je nach Variante auf dem 8-Bit-Mikroprozessor Intel 8080 (PROFI-5/PROFI-50) oder auf dem Intel 8085 (PROFI-5E/PROFI-50E). Die Größe des Arbeitsspeichers liegt im Grundausbau bei 2K - 8K Byte ROM und 1K - 4K Byte RAM, erweiterbar bis insgesamt 22 KByte. Als Schnittstellen sind Einzelbit-programmierbare Ein-Ausgabe-Leitungen (Intel 8255), eine parallele Centronics-Schnittstelle (PROFI-5E/-50E), eine serielle V.24-Schnittstelle und für Erweiterungen ein SMP-Bus (PROFI-5E/-50E) verfügbar. Für die analoge Speicherung von Programmen und Daten ist ein Tonbandinterface eingebaut.
Die Systeme der PROFI-5-Mikrocomputerfamilie haben im ROM ein Monitorprogramm. Dieses ermöglicht die Eingabe von Programm und Daten im Hexadezimalcode, Abarbeitung im Einzelschritt- sowie Automatikmodus, Anzeige und Editieren der Registerinhalte. Die Bedienung erfolgt über neun Funktionstasten, die Eingabe der Daten im Hexadezimalsystem über 16 Tasten die mit den Ziffern 0..9 und A..F beschriftet sind. Die Resettaste ermöglicht einen Kaltstart.
Als Anzeige steht eine 8-stellige Siebensegment-LED-Anzeige zur Verfügung. Alternativ kann die Bedienung auch über ein an der V.24-Schnittstelle angeschlossenes Terminal erfolgen.

## Gerätedaten
|                                      | PROFI-50                                     | PROFI-5                                | PROFI-50E                        | PROFI-5E                                                       |
| ------------------------------------ | -------------------------------------------- | -------------------------------------- | -------------------------------- | -------------------------------------------------------------- |
| Gehäuse                              | Metallgehäuse                                | kein Gehäuse, optional mit Metallzarge | Metallgehäuse                    | kein Gehäuse, optional mit Metallzarge, später Kunststoffzarge |
| CPU                                  | 8080A                                        | 8080A                                  | 8085A                            | 8085A                                                          |
| System- / Prozessortakt (in MHz)     | 18,432 / 2,048                               | 18,432 / 2,048                         | 6,144 / 3,072                    | 6,144 / 3,072                                                  |
| ROM Monitorprogramm / Anwender EPROM | 2 KByte / 2 KByte                            | 2 KByte / 2 KByte                      | 8 KByte / 8 KByte                | 8 KByte / 8 KByte                                              |
| RAM Grundausstattung / Erweiterung   | 1 KByte                                      | 1 KByte                                | 2 KByte / 6 KByte                | 2 KByte / 6 KByte                                              |
| Parallele Ein-/Ausgabe               | 2 × 8255                                     | 2 × 8255                               | 3 × 8255                         | 3 × 8255                                                       |
| Drucker- schnittstelle               | V.24                                         | V.24                                   | V.24, Centronics                 | V.24, Centronics                                               |
| Serielle Schnittstelle V.24          | 110, 300, 600 Baud                           | 110, 300, 600 Baud                     | 300, 600, 1200 Baud              | 300, 600, 1200 Baud                                            |
| Tastatur                             | 8× Funktionstasten                           | 8× Funktionstasten                     | 9× Funktionstasten               | 9× Funktionstasten                                             |
| Tastatur                             | 1× Reset-Taste, 16× Zifferntasten 0..9, A..F |                                        |                                  |                                                                |
| Anzeige                              | 8-stellige Siebensegment-Anzeige             | 8-stellige Siebensegment-Anzeige       | 8-stellige Siebensegment-Anzeige | 8-stellige Siebensegment-Anzeige                               |
| Interrupt                            | Interrupt vom System verwendet               | Interrupt vom System verwendet         | voll interruptfähig              | voll interruptfähig                                            |
| Spannungsversorgung (Stromaufnahme)  | +5 V (0,9 A), +12 V (0,15 A)                 | +5 V (0,9 A), +12 V (0,15 A)           | +5 V (0,68A)                     | +5 V (0,68A)                                                   |
| Abmessungen (in mm)                  | 310 × 330 × 70 (Pultgehäuse)                 | 297 × 210 (Platine)                    | 310 × 330 × 70 (Pultgehäuse)     | 297 × 210 (Platine)                                            |

## Erweiterungsmöglichkeiten
Für die PROFI-5-Mikrocomputerfamilie gibt es Erweiterungsplatinen und Software:

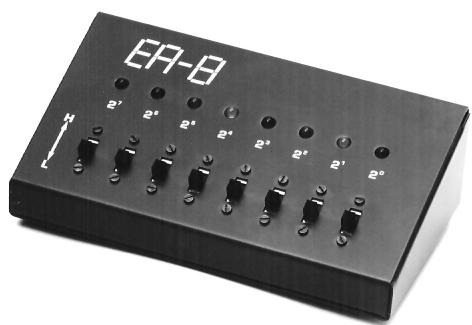
Ein-/Ausgabeeinheit EA8 für PROFI-5

- Ein/Ausgabe-Einheit EA8 mit acht Schaltern und acht LEDs
- A/D-Wandler und D/A-Wandler
- Disassembler im Monitorprogramm
- Assembler im Erweiterungs-ROM (für PROFI-5E/-50E)
- Editor, Assembler und Download-Programm für Softwareentwicklung am PC (für PROFI-5E/-50E)